# Aéroport de Toulon-Hyères
L'aéroport de Toulon - Hyères (code IATA : TLN • code OACI : LFTH) est un aéroport international à usage mixte (militaire/civil) situé sur la commune de Hyères, près de Toulon, dans le département du Var.
Il est composé d'une base d'aéronautique navale créée en 1925 et d'un aéroport civil créé en 1967, ouvert au trafic national et international commercial.

## Historique
1966 : le 25 juin, signature du protocole d'accord entre la Chambre de commerce et d'industrie du Var et le ministère des Armées.
1967 : le 1er avril, premier vol civil régulier : un Nord 262 (27 places) de la compagnie Air Inter inaugure la ligne Toulon-Lyon Bron, avec correspondance vers Paris.
1968 : en janvier, début des travaux de la première tranche de l'aérogare. Le 1er avril, ouverture par Air Inter d'une ligne directe Toulon - Paris en Viscount (60 places).
1969 : première Caravelle (99 places) d'Air Inter pour répondre à l'augmentation de la demande lors des week-ends d'août.
1970 : la Caravelle est programmée pour la saison été. Le 28 juin, Air Alpes crée la ligne Toulon - Ajaccio en Beechcraft 99 de 15 places. C'est le premier vol régulier sur la Corse à partir de Hyères.
1971 : le 1er mai, Air Alpes ouvre la liaison Toulon - Bastia. En octobre, mise en service partielle de la nouvelle aérogare.
1974 : le 6 février, mise en service de la totalité de la nouvelle aérogare. En juin, Air Alpes crée la ligne Toulon - Calvi.
1975 : le 25 juillet, Air Alpes reprend la ligne Toulon - Lyon abandonnée par Air Inter, ligne prolongée à compter du 1er novembre, en fin de semaine vers Ajaccio.
1976 : Air Alpes crée la ligne Toulon-Figari. La compagnie Avia Sud effectue la liaison Nice - Toulon, 10 fois par semaine en Beechcraft 18.
1977 : au cours de l'été, pour satisfaire à l'augmentation du trafic, Air Inter place un Mercure (150 sièges) sur la ligne Toulon - Paris.
1978 : deuxième fréquence quotidienne sur Toulon - Paris en Caravelle. Allongement de la piste à 2 100 m en fin d'année (au lieu de 1 800 m), permettant ainsi l'atterrissage d'appareils de type Airbus A340, Boeing 747, Tristar, DC-10, etc. Elle est inaugurée par l'arrivée d'un DC8-62 (178 places) d'UTA.
1979 : premier Airbus A300 (314 places) d'Air Inter sur la plate-forme. Air Alsace crée la ligne Toulon -Colmar en VFW 614 et Air Alpes ouvre Toulon - Genève.
1981 : le 1er avril, troisième fréquence sur Paris Orly. En novembre, mise en service d'une première tranche d'extension de l'aérogare.
1982 : cessation d'activité d'Air Alpes, rachetée par TAT. Les lignes vers Ajaccio et Bastia seront reprises par Air Corse en 1985.
1983 : quatrième fréquence quotidienne sur Orly en Mercure.
1988 : La compagnie aérienne Varoise "Hyères Aéro Service" ouvre la ligne saisonnière vers Calvi (vacances d'été et hiver)  Elle effectue également des vols à la demande au départ de l'aéroport.
1989 : le premier Airbus A320 est mis en ligne sur Paris-Orly. Hyères Aéro Service ouvre les lignes régulières vers Genève et en prolongement sur Strasbourg (à l'année) en Beechcraft 200 Catpass.
1990 : le 10 janvier, Air Corse dépose son bilan. Le 26 mars, cinquième fréquence quotidienne sur Orly en A320. Le 2 juillet, la société Kyrnair reprend les liaisons sur Bastia et Ajaccio.
1991 : reprise des vols sur Toulon - Lyon, assurés par Kyrnair. Hyères Aéro Service cesse ses activités en novembre 1991 à la suite de la faillite courant 1990 d'un de ses actionnaires, la compagnie Marseillaise Dirac Aviation.
1992 : le 13 juin, premières liaisons Toulon - Nantes et Toulon - Genève assurées par Regional Airlines. Projet de construction d'une nouvelle aérogare avec doublement de la surface au sol.
1994 : la compagnie Brestoise Westair opère une ligne vers l'aéroport de Brest.
1995 : le voyagiste Sodétour (filiale d'Air Provence) assure des vols à l'année, 2 fois par semaine vers Brest en caravelle 12. A cette période, Air Inter assure les lignes vers Paris (60 rotations par semaine en A300, A320/321 ou Fokker 100), Lille (2 fois par semaine en été) et Brest (1 fois par semaine). Kyrnair assure les rotations avec Ajaccio et Bastia en Embraer Bandeirante de 18 passagers et Sobelair (filiale de Sabena) assure 1 fois par semaine la liaison avec Bruxelles en Boeing 737.
1996 : le 5 février, la compagnie AOM s'implante sur l'aéroport et dessert Paris-Orly. Le 26 octobre, Air Inter y cesse ses activités après trente années d'exploitation. Le 27 octobre, TAT s'implante sur la plate-forme pour opérer également des vols sur Paris.
1997 : le 2 juin, retour de la compagnie Regional Airlines. Elle dessert Clermont-Ferrand, hub de correspondances nationales et européennes.
1998 : l'aéroport se modernise. Mise en service de l'aérogare actuelle (extension de 8 000 m2).
2001 : Air France et Air Lib à l'aéroport international de Toulon-Hyères. Le 27 avril, arrivée d'Air France sur la plate-forme. En juillet, dépôt de bilan d'AOM-Air Liberté. Deux mois plus tard, les deux compagnies fusionnent pour donner naissance à Air Lib. Westair qui relie déjà Toulon à Brest est reprise par la compagnie Aéris.
2002 : l'arrivée des compagnies à bas prix. Le 28 mars, la compagnie Buzz, filiale de KLM uk, ouvre deux lignes régulières à bas tarif sur Bordeaux et Londres Stansted. En avril, Air Lib s'oriente vers le transport à bas prix avec Air Lib Express et assure cinq rotations quotidiennes sur Orly. Ce même mois, Air France ouvre une quatrième liaison quotidienne sur Paris.
2003 : l'année des rebondissements. En février, Air Lib Express dépose son bilan (la compagnie totalisait 50 % du trafic). Au mois de mars, Air France décide de passer de 4 à 6 vols quotidiens sur Toulon - Paris. Le 1er avril, à la suite de son rachat par Ryanair, la compagnie Buzz Airways suspend sa liaison sur Londres Stansted. Le 12 avril, les lignes à destination de la Corse, Toulon - Ajaccio et Toulon - Bastia, sont rouvertes par la compagnie CCM Airlines en partage de code avec Air France. Le 1er mai, un Airbus de British Airways en provenance de Londres Gatwick se pose pour la première fois sur l'aéroport et fait repartir la ligne (Gatwick étant plus proche du centre de Londres que Stansted). Le 1er août, la compagnie Aeris Express remplace Air Lib Express sur la desserte de Paris-Orly à tarifs réduits.
Crédit Chambre de Commerce et d'Industrie du Var-Aeroport International de Toulon-Hyères
À la suite de la faillite d'Aéris, c'est la compagnie Brestoise Westair qui assurait seule la ligne vers Brest avec son Boeing 737.
2004 et 2005 : Flywest (ex- Westair associée à la compagnie Aéris) et Europe Airpost relie Toulon à Brest, ligne plébiscitée par la Marine Nationale et Paris-Charles de Gaulle en Boeing 737,.
2008 : fermeture de la ligne Toulon - Rome. Fermeture temporaire (saison hiver) de la ligne Toulon-Londres. La crise économique et l'envol du prix des carburants pèsent sur les transports aériens.
2009 : réouvertures de deux lignes à bas prix : en mars de Toulon-Londres Stansted et en mai de Toulon - Nyköping (Stockholm).
2010 : transfert éphémère sur Amsterdam des vols Toulon-Rotterdam de Transavia. Transfert sur Charleroi-Bruxelles-Sud des vols Toulon-Bruxelles de JetAirFly. 502 974 passagers (-12,78 %).
2011 : création par Cityjet (groupe Air France) de la ligne Toulon-Londres City (2 vols par semaine de fin mai à fin septembre 2011); ligne vers Liverpool par Ryanair.
2012 : doublement de l'offre vers Londres-City en été et élargissement de la ligne de fin mars à fin octobre; fermeture des lignes vers Liverpool et Stockholm-Skavsta, et création d'une ligne vers Moss-Rygge par Ryanair; création d'une ligne saisonnière Toulon-Tunis.
2013 : création de 2 lignes saisonnières vers Strasbourg (par Volotea) et Genève (par Darwin Airline).
2014 : fermeture des lignes vers Genève (Darwin), Nantes, Bordeaux, Strasbourg (par Volotea), et création de 2 lignes saisonnières vers la Corse (Ajaccio et Bastia) par Air Corsica.
2018 : Hop! Air France crée des liaisons vers Roissy-Charles de Gaulle toute l'année en Embraer 170/190 (2 vols quotidien) et Lille, Strasbourg et Genève en saisonnier (par Embraer 145). L'ouverture de CDG permet la connexion sur plus de 60 destinations du groupe. La ligne vers Orly permet à 1 passager sur 10 de continuer sur une autre destination du groupe notamment vers les Antilles, La Réunion, Brest et Lorient. La compagnie SWISS assure 2 vols hebdomadaires vers Genève du 24 juin au 2 septembre 2018. Enfin, la compagnie Scandinavian Airlines System assure des liaisons à partir du 21 avril 2018 vers Copenhague. Le 18 juin, l'aéroport interrompt ses vols civils pendant plusieurs heures à la suite de la découverte de divers engins explosifs datant de la seconde guerre mondiale près d'un chantier de construction de la base aéronautique navale.
2019 : La direction de l'aéroport annonce en novembre 2019 la création d'une ligne saisonnière Francfort-Toulon par la compagnie allemande Condor, qui devrait relier les deux villes trois fois par semaine entre mai et octobre 2020. Cette nouvelle liaison est cependant reportée indéfiniment à la suite de la pandémie de Covid-19.
Novembre 2020 : la compagnie Luxair crée une liaison entre l'aéroport de Luxembourg et l'aéroport de Hyères, une première liaison qui sera effectuée à partir du 3 avril 2021.
Mars et Avril 2021: La compagnie Transavia France s'installe à Toulon et propose dès mars une liaison vers Paris-Orly (83% de taux de remplissage à l'été 2021) et en avril vers Brest et Nantes (93% de taux remplissage été 2021). La ligne de Brest est en concurrence avec TUI Fly.
Juin 2021 : C'est au tour de la compagnie EasyJet de s'installer à Toulon en ouvrant deux lignes saisonnières vers Paris-CDG et Londres-Gatwick. Viendra en septembre, l'ouverture de la ligne à l'année vers Paris-Orly.
2022 : La jeune compagnie aérienne virtuelle L'Odyssey ouvre une ligne saisonnière premium vers Genève en Saab SF-340 affrété à la compagnie RAF-Avia. Flybe ouvre une nouvelle ligne saisonnière vers Southampton en Dash 8-400.
2023 : EasyJet ouvre une 4e ligne à Toulon vers Bordeaux (saisonnier). TUI Fly se retire de Toulon (Brest et Nantes).
2025 : EasyJet ne reconduit pas les lignes vers Bordeaux (repris par Transavia France) et Londres-Gatwick, se retirant ainsi pour l'instant de la plateforme tout comme Air Corsica avec ses lignes vers la Corse. ASL Airlines France ouvre le 4 avril, Alger et Lille.

## Compagnies et destinations
| Compagnies          | Destinations                                                                 |
| ------------------- | ---------------------------------------------------------------------------- |
| ASL Airlines France | Alger-Houari-Boumédiène, Lille Lesquin                                       |
| Luxair              | En saison : Luxembourg-Findel                                                |
| Transavia Pays-Bas  | En saison : Rotterdam-La Haye                                                |
| Transavia France    | Brest-Bretagne, Paris-Orly, En saison : Bordeaux-Mérignac, Nantes-Atlantique |

Note : au 14/08/2022  Actualisé le 01/03/2025

## Infrastructures et équipements
L'aéroport civil est géré par VINCI Airports depuis le 1er avril 2015, après avoir été géré depuis 1967 par la Chambre de commerce et d'industrie du Var ; il s'étend sur 35 ha (sur 230 ha d'emprise totale de l'aérodrome) et comporte 2 pistes asphaltées avec balisages lumineux.

### Les pistes
Piste 1 :

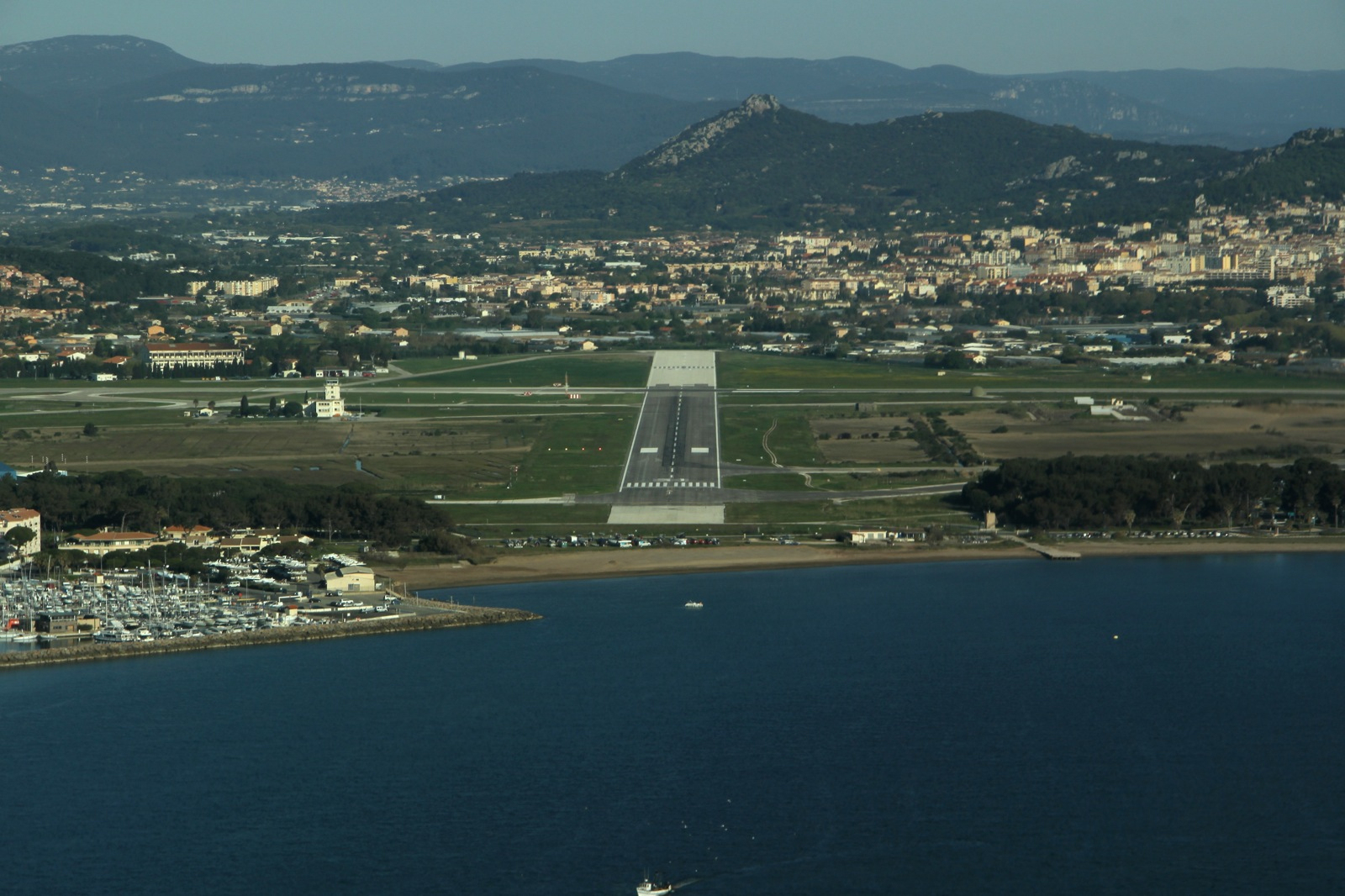
Piste 31 en 2015.

Dimensions : 2 120 m × 45 m ; Orientation : 05/23 ; Nature du revêtement : asphalte – PCN flexible low C – Dérogation à la demande ; Aide à l'atterrissage : ILS Cat 1 – GCA/DME – balisage lumineux (lightning HI/BI + PAPI).
Piste 2 :
Dimensions : 1 902 m × 46 m ; Orientation : 13/31 ; Nature du revêtement : asphalte – PCN flexible low C – Dérogation à la demande ; Aide à l’atterrissage : Balisage lumineux BI (lightning + PAPI).

### Équipements de piste
1 help, 1 ASU, 3 GPU, 6 tracteurs de piste, 3 échelles tractées, 2 échelles autotractées, 2 loaders, 2 Push towbarless (capacité B777), 2 passerelles télescopiques dotées de 400 hz.

### Capacité aérogare
- 12 banques (informatisées Cute) d'enregistrement + 1 hors format
- 3 tapis de livraison bagages (dont 1 en zone internationale)
- 2 postes inspection/filtrage des passagers

### Autres équipements
Deux parkings sont à disposition des passagers et leurs accompagnateurs, pour un total de 1 000 places : un parking courte durée, et un parking longue durée, à réservation par internet. Cinq sociétés de location de véhicules sont présentes sur l'aéroport, enfin, sont aussi à disposition : bar / restaurant, tabac / presse / souvenirs, duty free (zone embarquement), Wi-Fi, distributeur automatique de billets, transferts héliportés.

### Contrôle aérien
Ce sont les contrôleurs militaires qui assurent le contrôle local aérien (CLA) de la base de l'aviation navale et de l'aéroport civil.

## Transports en commun au départ de l'aéroport
Réseau Zou !
Ligne 873 : Aéroport de Toulon-Hyères ⇔ Saint-Tropez
Réseau Mistral
| 63           | Aéroport Toulon/Hyères ⇔ Moulin Premier (par la Z.I. Palyvestre, le centre, et les Salins) |
| Estivale E65 | Plage Almanare ⇔ Les Salins (à prendre à l'arrêt "Aéroport" en dehors)                     |
| 102          | Gare Routière Toulon ⇔ Aéroport Toulon Hyères                                              |

### Projet
La métropole Toulon-Provence-Méditerranée et la ville d'Hyères souhaiteraient réutiliser la plate-forme de la ligne ferroviaire entre la gare SNCF et l'aéroport, afin de permettre une meilleure desserte de ce dernier par les transports en commun ; une navette autonome doit ainsi être mise en place, après des travaux prévus en 2028.

## Statistiques
Le graphique qui aurait dû être présenté ici ne peut pas être affiché car il utilise l'ancienne extension Graph, désactivée pour des questions de sécurité. Des indications pour créer un nouveau graphique avec la nouvelle extension Chart sont disponibles ici.

Voir la requête brute et les sources sur Wikidata.
| Année | Passagers | Dont compagnies à bas prix | Mouvements | Fret (t) |
| ----- | --------- | -------------------------- | ---------- | -------- |
| 2000  | 705 517   | -                          | 9 340      | 691      |
| 2001  | 557 371   | -                          | 8 087      | 259      |
| 2002  | 739 557   | -                          | 9 390      | 48       |
| 2003  | 554 760   | -                          | 7 649      | -        |
| 2004  | 527 904   | -                          | 6 840      | 1        |
| 2005  | 536 234   | 42 264                     | 7 310      | -        |
| 2006  | 638 810   | 164 282                    | 9 215      | 7 707    |
| 2007  | 646 053   | 181 608                    | 10 464     | -        |
| 2008  | 629 412   | 169 684                    | 10 827     | -        |
| 2009  | 576 650   | 140 693                    | 9 251      | -        |
| 2010  | 502 974   | 103 178                    | 9 380      | -        |
| 2011  | 578 105   | 134 692                    | 11 276     | -        |
| 2012  | 578 881   | 139 737                    | 10 941     | -        |
| 2013  | 582 132   | 138 980                    | 10 152     | -        |
| 2014  | 550 768   | 112 188                    | 9 534      | 3 676    |
| 2015  | 510 075   | 89 186                     | 10 597     | -        |
| 2016  | 500 046   | 85 196                     | 9 965      | -        |
| 2017  | 504 170   | 101 176                    | 10 405     | -        |
| 2018  | 570 140   | 93 993                     | 11 215     | -        |
| 2019  | 507 044   | 92 957                     | 11 122     | -        |
| 2020  | 206 064   | 25 287                     | 6 123      | -        |
| 2021  | 346 425   | 289 385                    | 9 223      | -        |
| 2022  | 428 013   | 405 896                    | 9 319      | -        |
| 2023  | 308 183   | 285 211                    | 8 587      | -        |
| 2024  | 292 047   | 271 766                    | 8 710      | -        |

## Galerie photographique

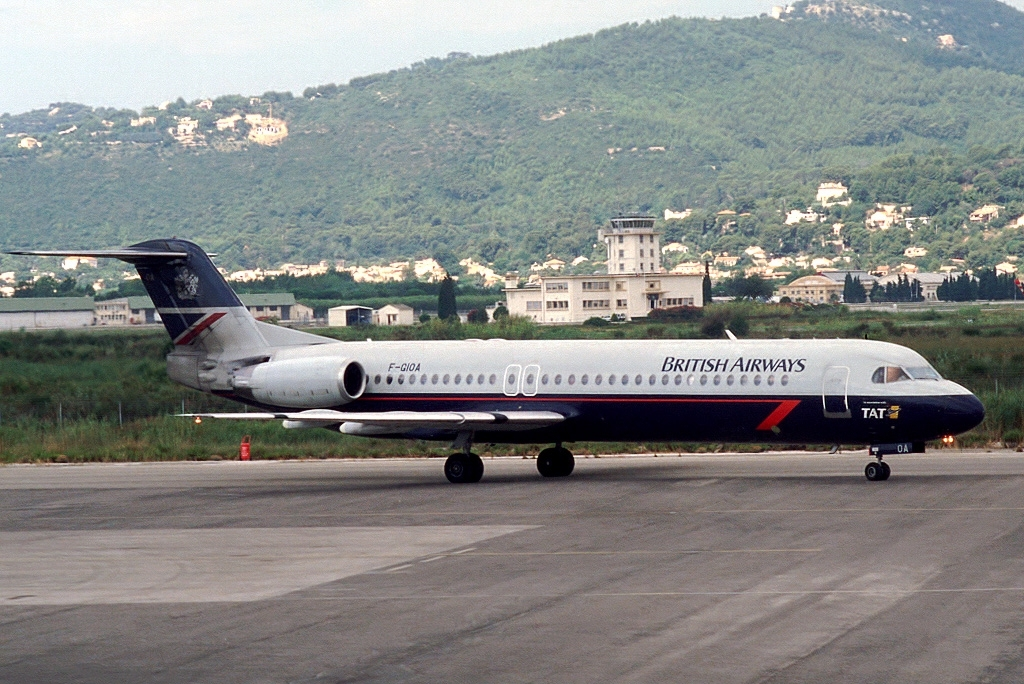
Fokker 100 de British Airways en août 2000.
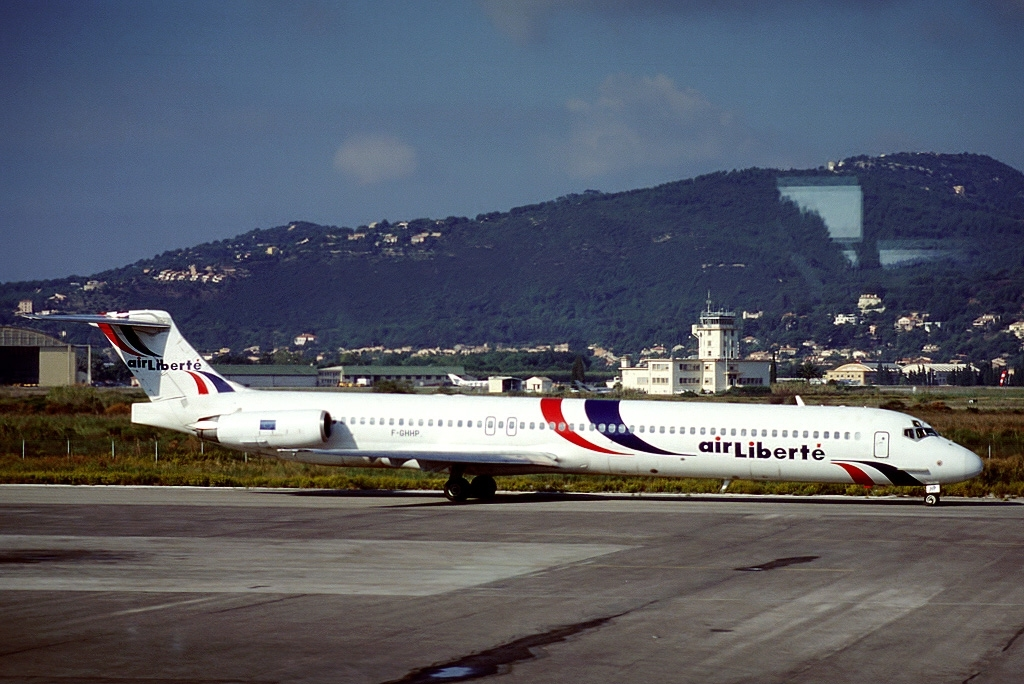
McDonnell Douglas MD-83 d'Air Liberté en 2001.
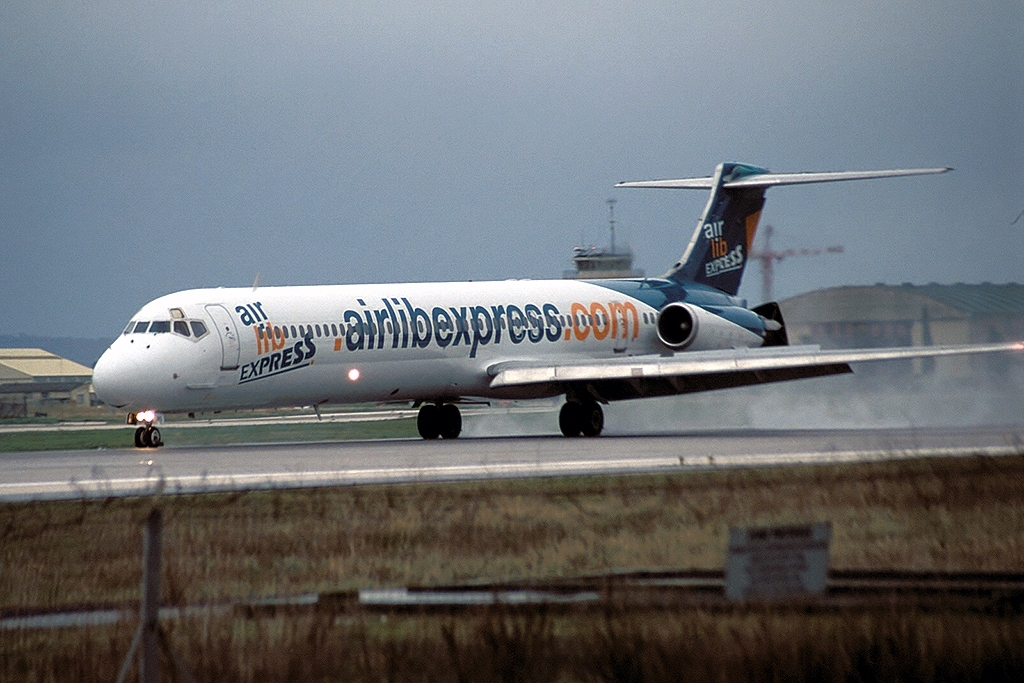
McDonnell Douglas MD-83 F-GHHO d'Air Liberté en 2003.
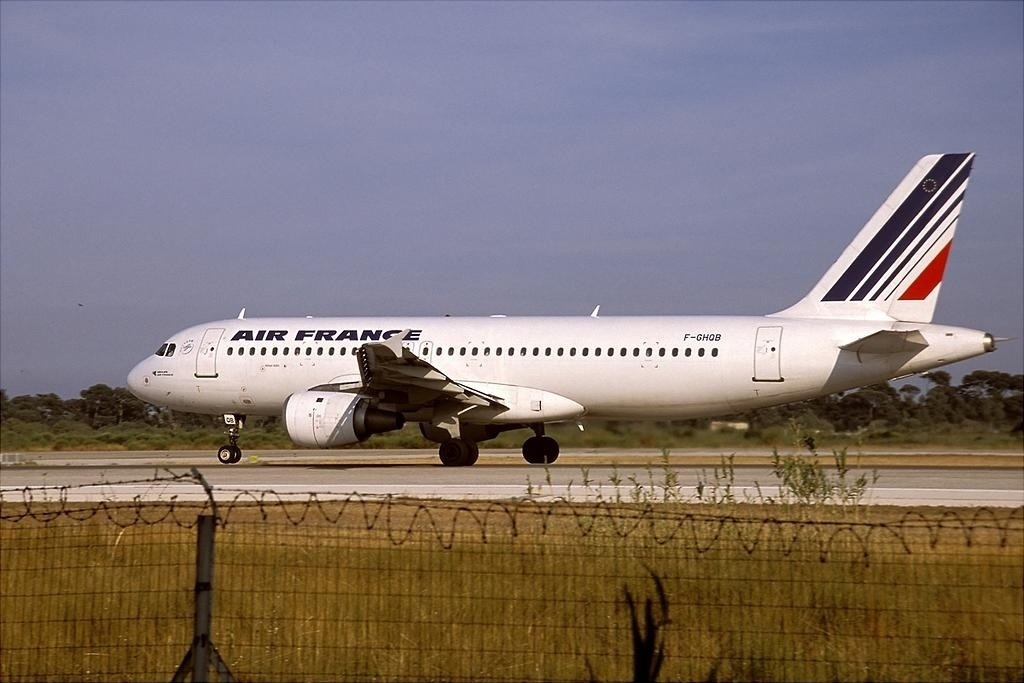
Airbus A320 d'Air France en 2003.
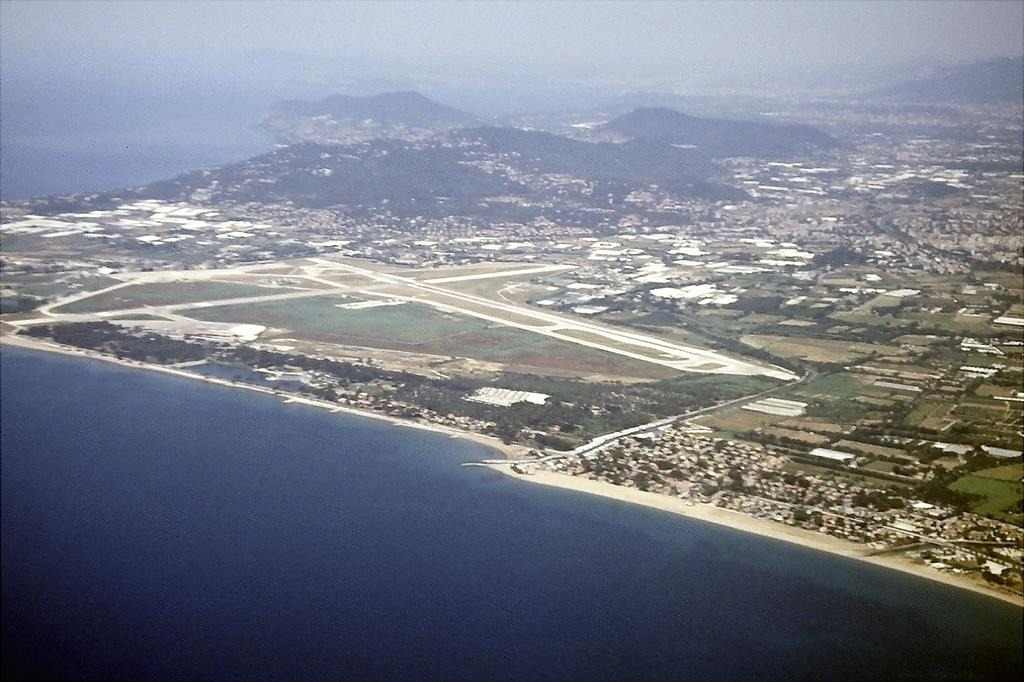
Pistes de l'aéroport de Toulon-Hyères en 2003.
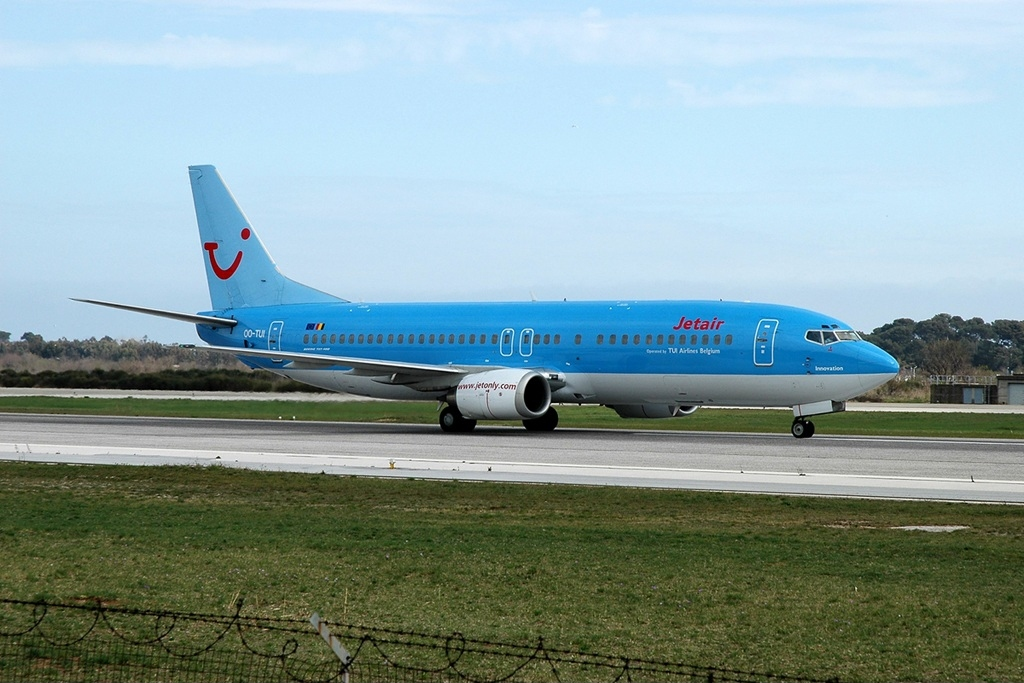
Boeing 737 de TUI Airlines Belgium en mars 2005.
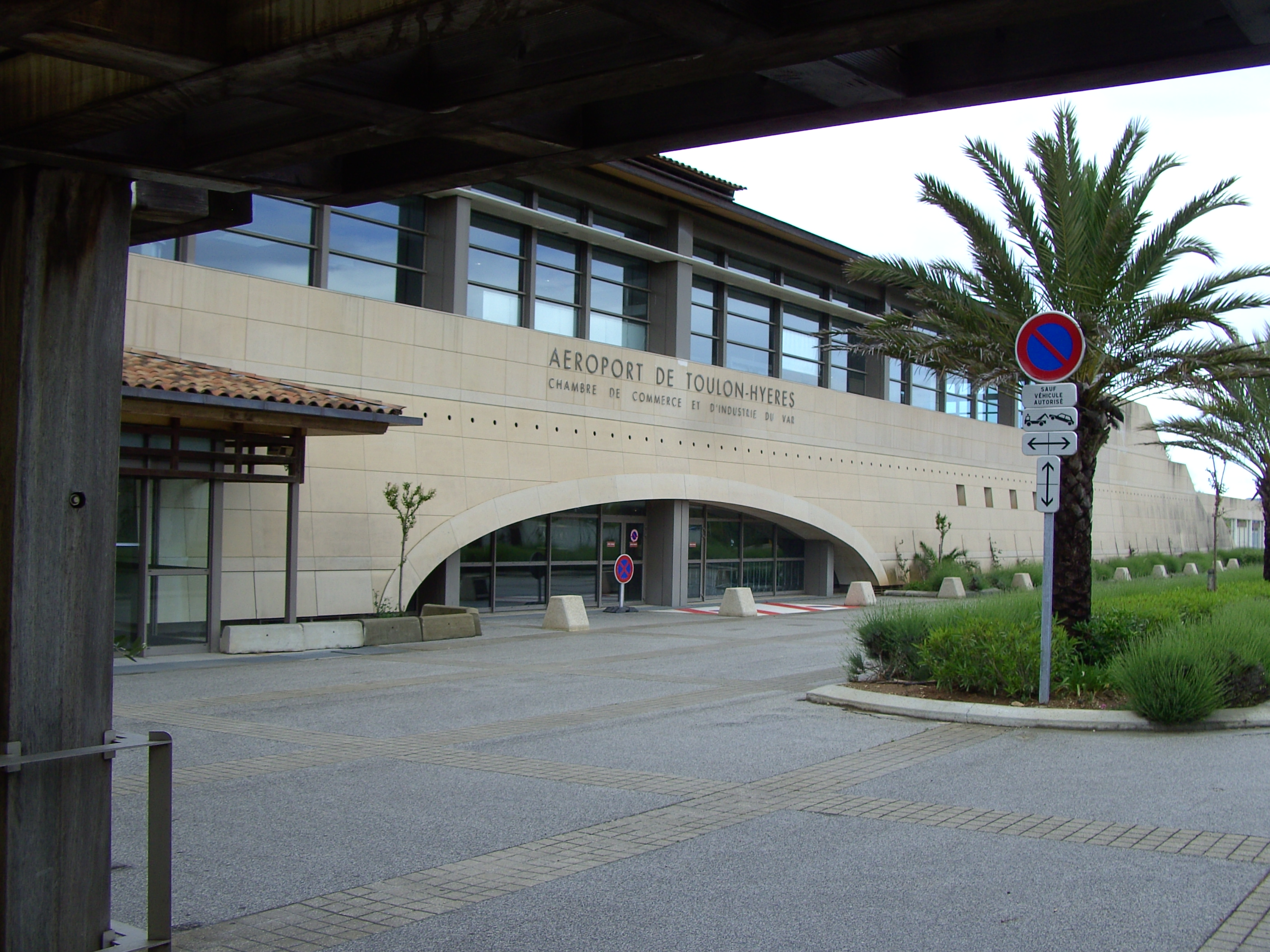
Terminal des arrivées de Toulon-Hyères en 2012.
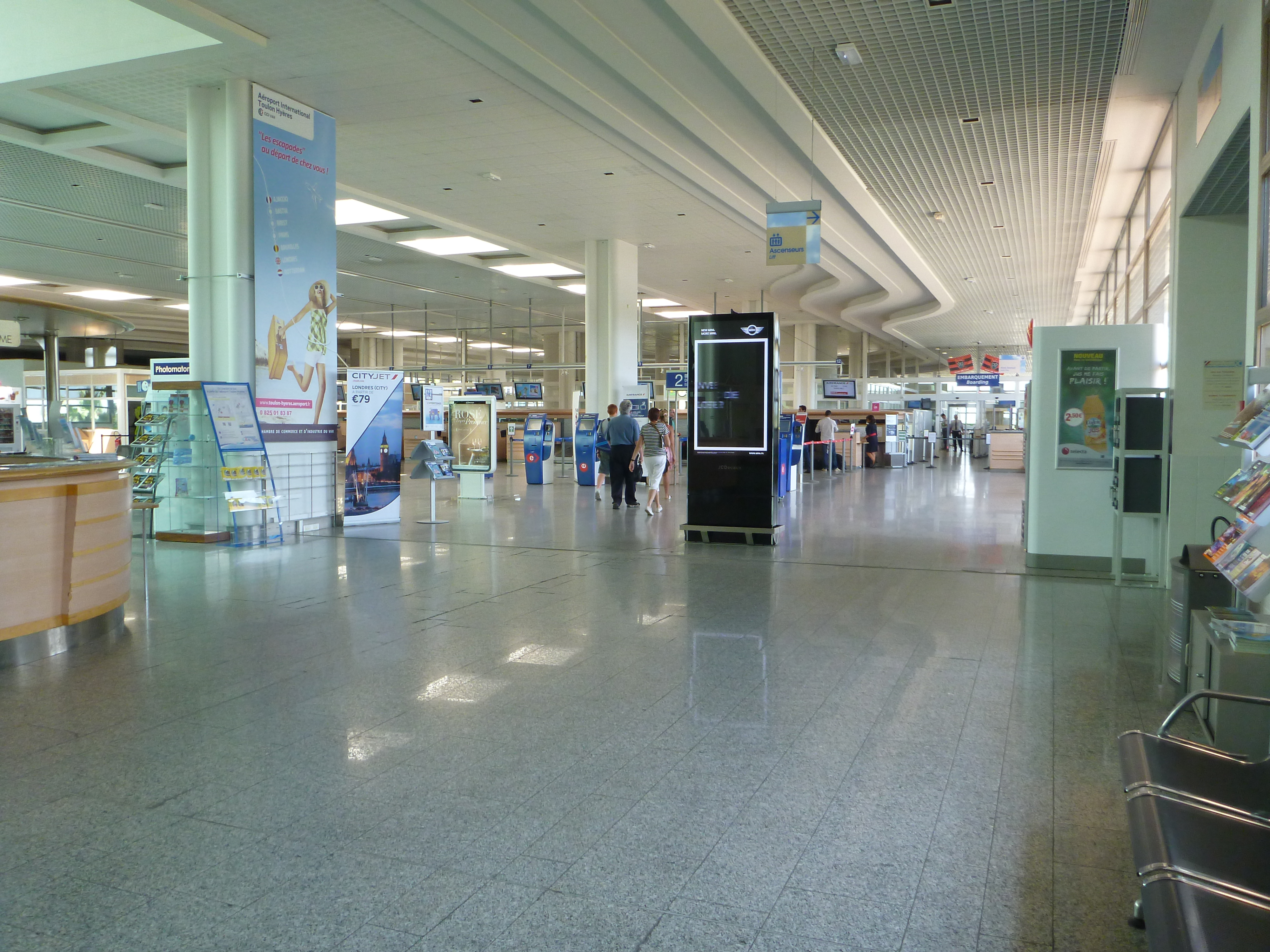
Salle de départ en 2014.
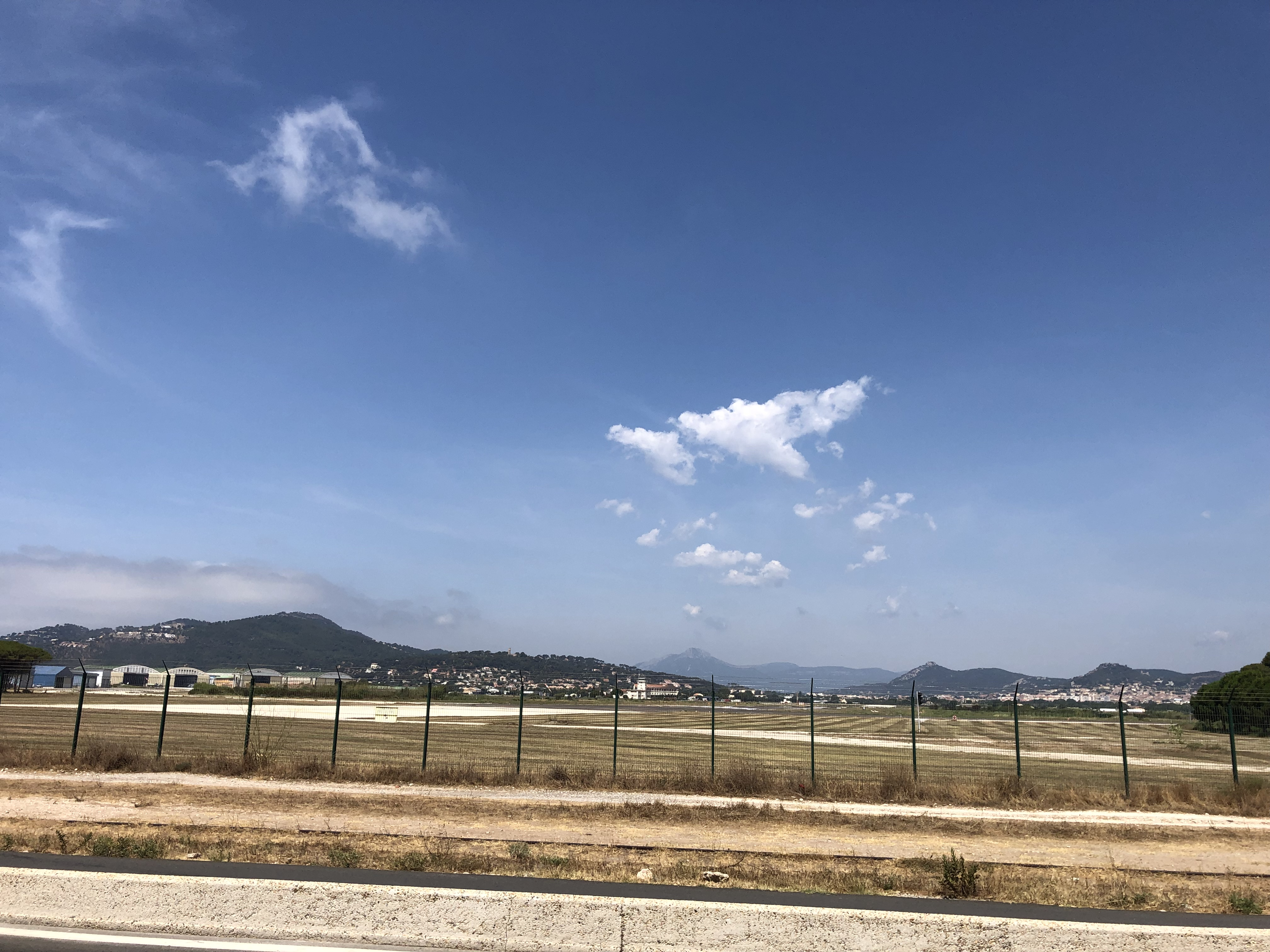
Seuil de piste 31 de l'aéroport de Toulon-Hyères en 2019.
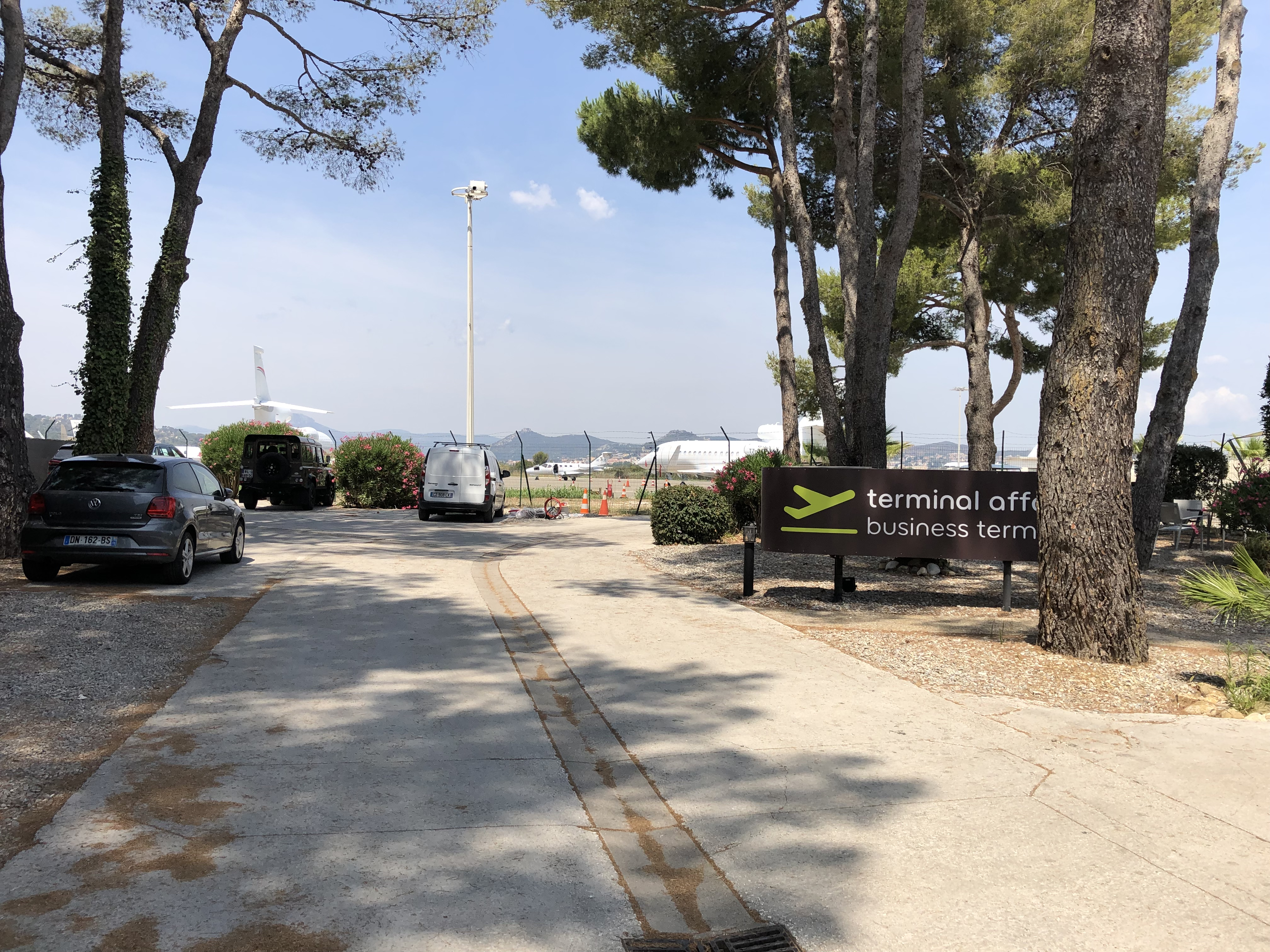
Entrée du Terminal Affaires de l'aéroport de Toulon en 2019.
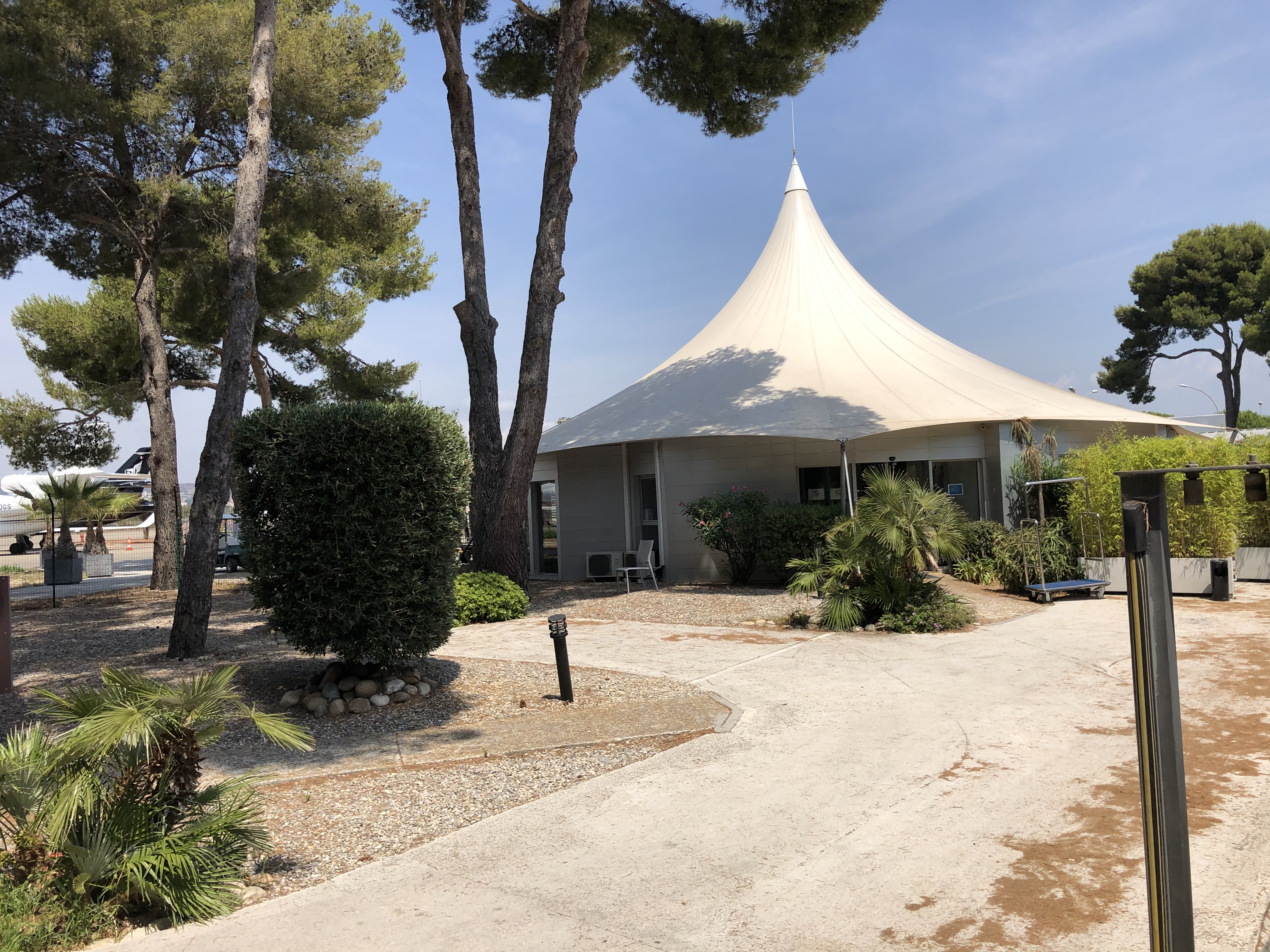
Terminal Affaires de l'aéroport de Toulon en 2019.
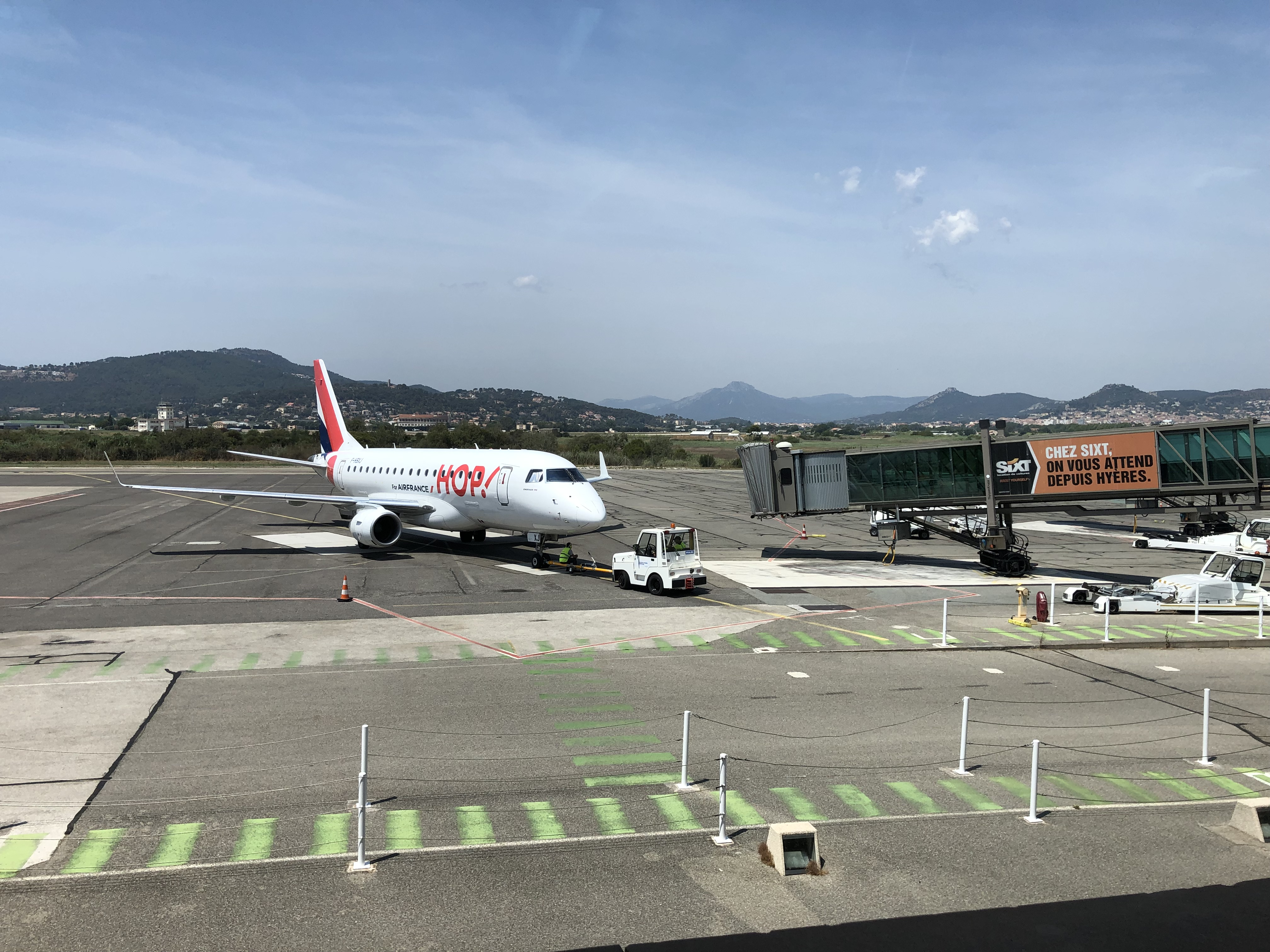
Embraer de la compagnie Hop ! à Toulon-Hyères en juillet 2019.
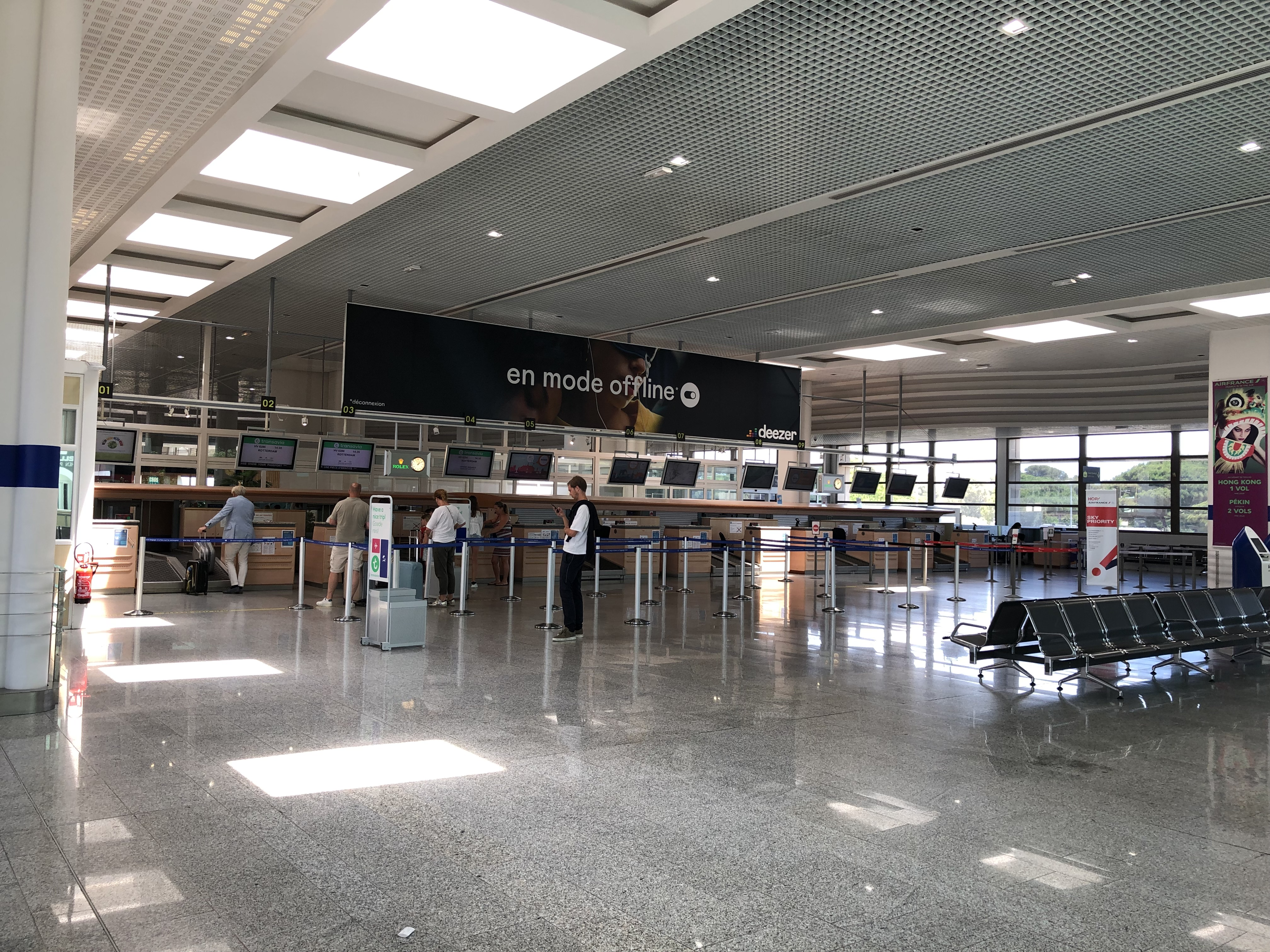
Banques d'enregistrement du terminal départ de l'aéroport de Toulon-Hyères en 2019.
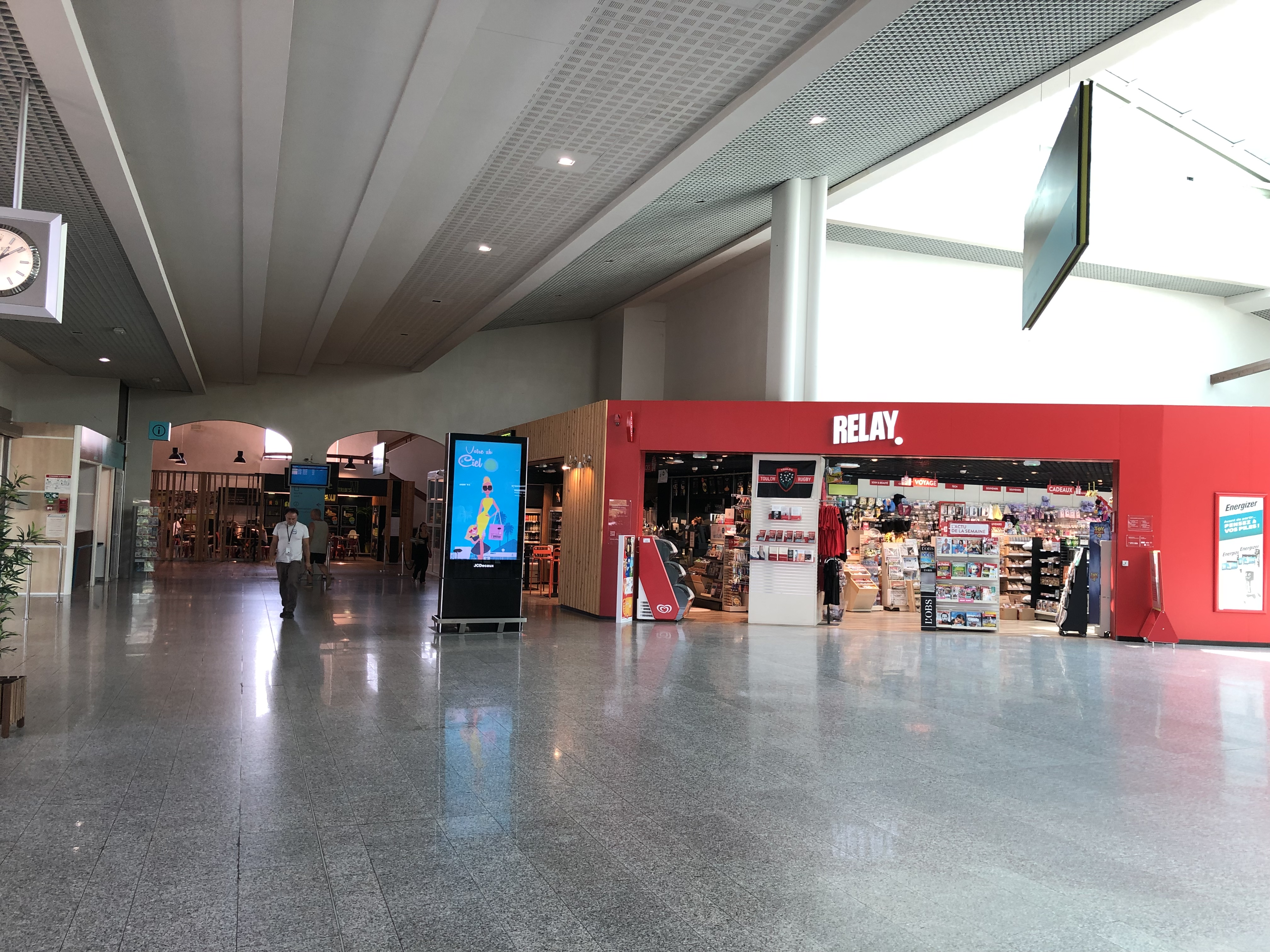
Hall du terminal départ de l'aéroport de Toulon-Hyères en 2019.
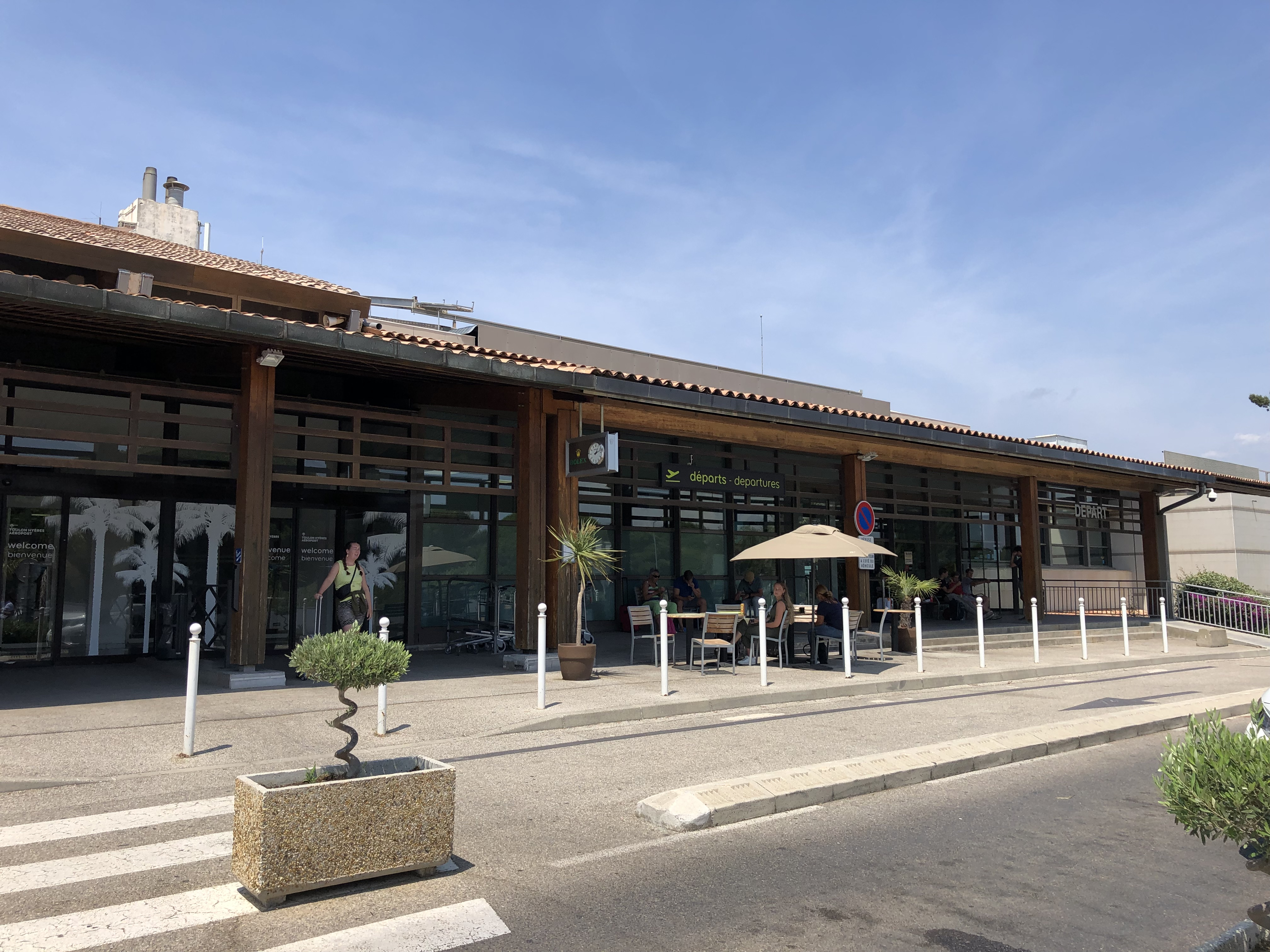
Façade du terminal départ de l'aéroport de Toulon-Hyères en 2019.
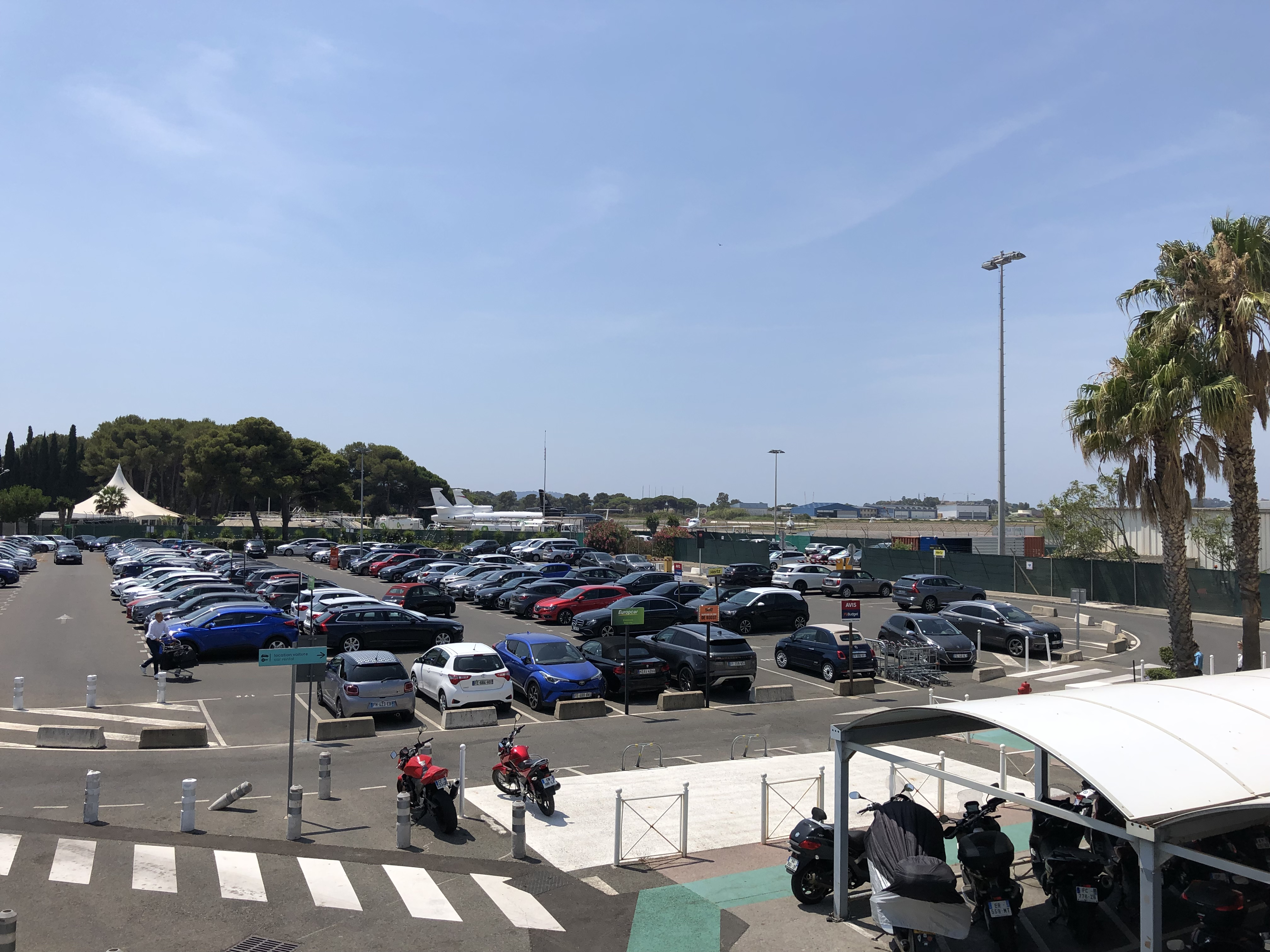
Parking de l'aéroport de Toulon-Hyères en 2019.
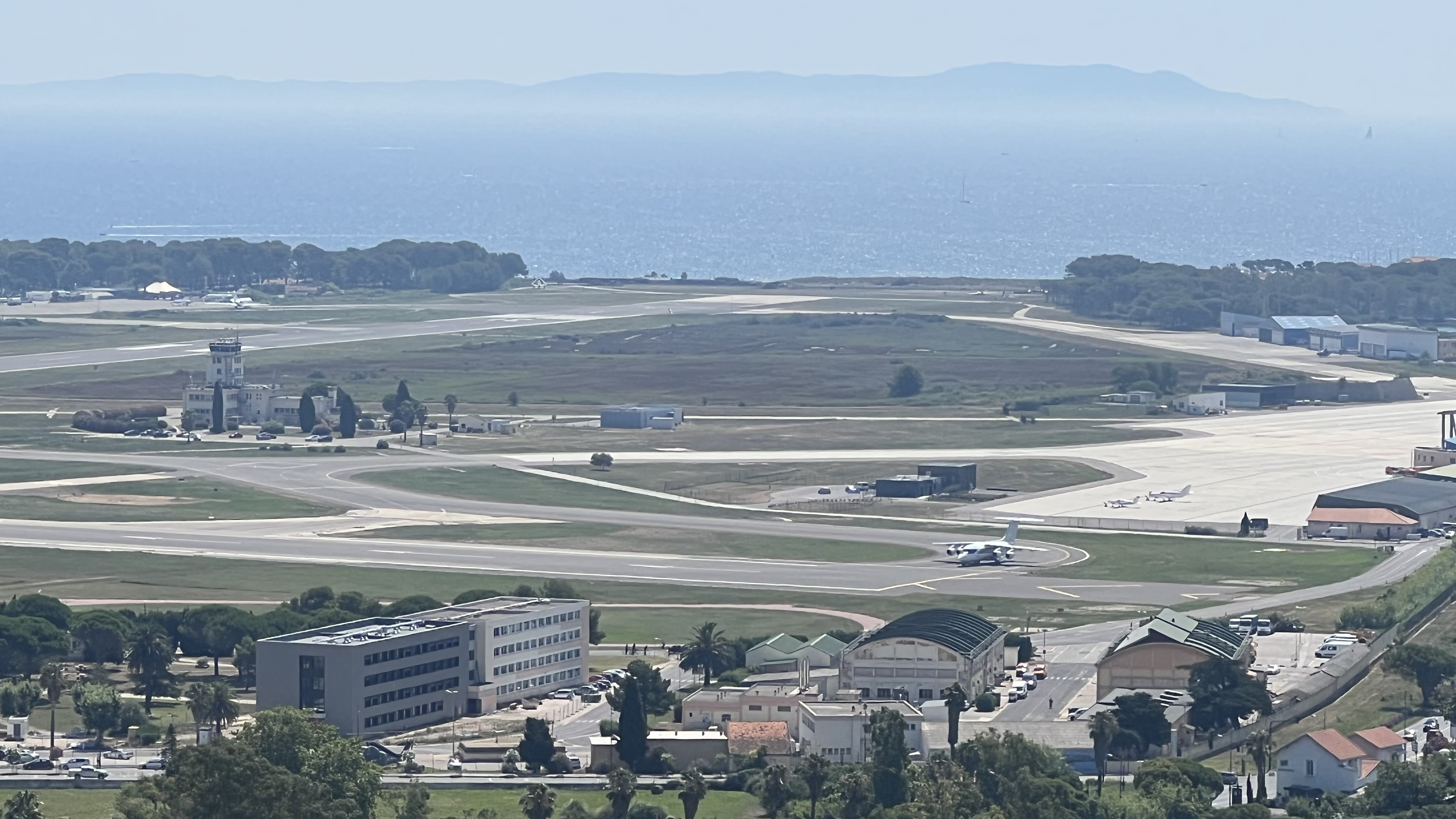
L'Aéroport de Toulon-Hyères en 2022 et sa tour de contrôle.
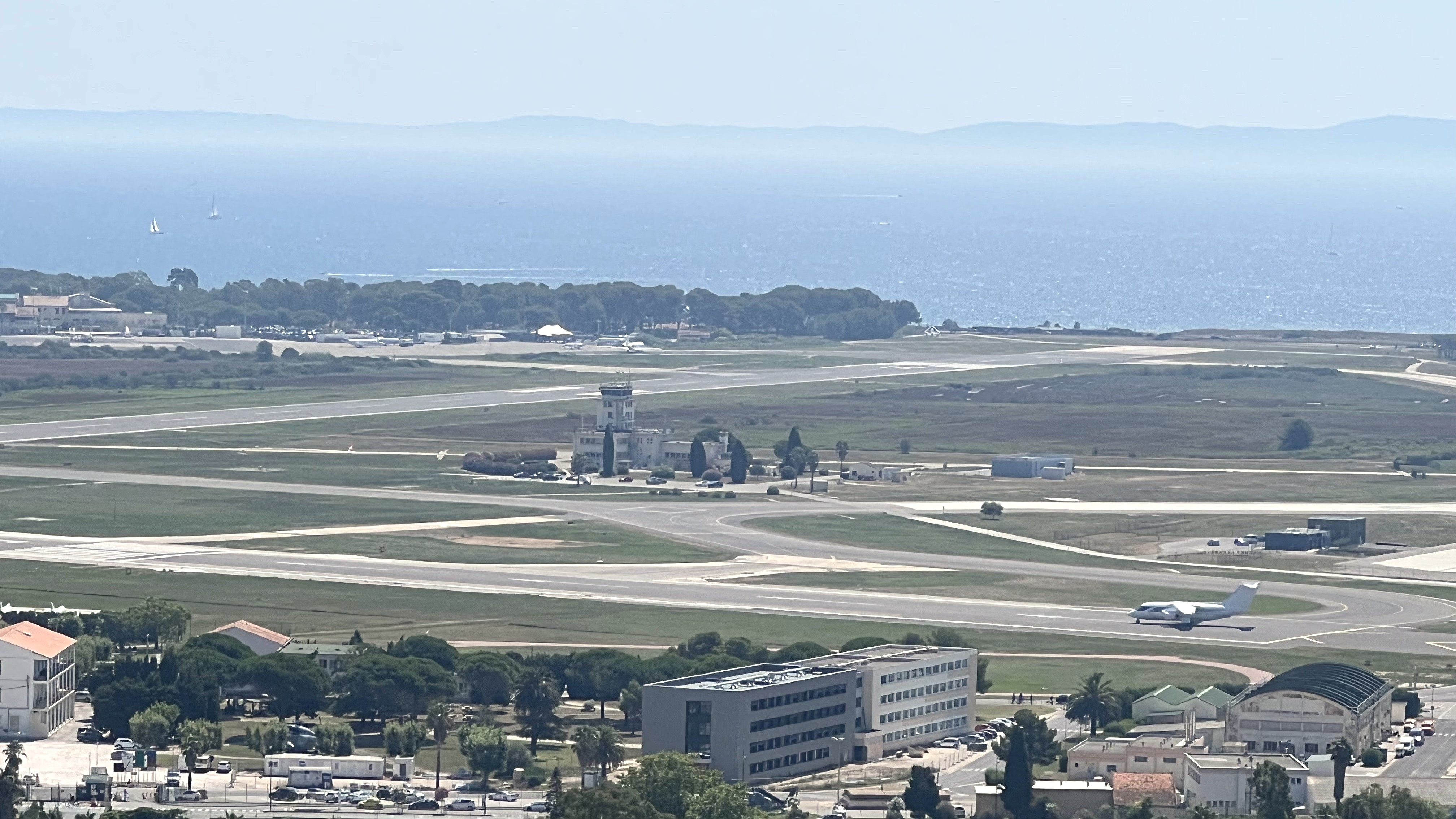
Aéroport de Toulon-Hyères en 2022.

## Logothèque

### Aéroport

Ancien logo.(CCI du Var)
Ancien logo (CCI du Var).
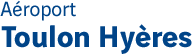
Logo de l'aéroport en 2015.
Logo alternatif (Vinci Airport).
Logo actuel de l'aéroport en 2019.

### Compagnies aériennes
Voici les logotypes des compagnies aériennes anciennes ou présentes sur l'aéroport de Toulon-Hyères dans leur ordre d'arrivée sur la plateforme: 

Logo des années 1960 de la compagnie française Air Inter.
Logo de la compagnie française Air Alpes dans les années 1960.
Logo de la compagnie française Air Alsace dans les années 1970.
Logo de la compagnie française TAT dans les années 1980.
Logo de la compagnie française Air Corse dans les années 1980.
Logo de la compagnie aérienne varoise Hyères Aéro Service dans les années 1990.
Logo de la compagnie française Kyrnair dans les années 1990.
Logo de la compagnie aérienne Régional Airlines dans les années 1990.
Logo de la compagnie française Westair dans les années 1990.
Logo de la compagnie française Air Provence dans les années 1990.
Logo de la compagnie belge Sobelair dans les années 1990.
Logo de la compagnie française AOM dans les années 1990.
Logo de la compagnie française Air Lib dans les années 2000.
Logo de la compagnie française Aéris (compagnie aérienne) dans les années 2000.
Logo de la compagnie française Aeris Express dans les années 2000.
Logo de la compagnie aérienne Air France dans les années 2000.
Logo de la compagnie aérienne British Airways dans les années 2000.
Logo de la compagnie française CCM Airlines.
Logo de la compagnie Buzz par KLM dans les années 2000.
Logo de la compagnie à bas prix française Air Lib Express dans les années 2000.
Logo du voyagiste brestois Flywest dans les années 2000.
Logo de la compagnie aérienne française Europe Airpost dans les années 2000.
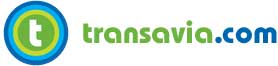
Logo de Transavia Pays-Bas dans les années 2010.
Logo de CityJet dans les années 2010.
Logo de Ryanair dans les années 2010.
Logo de Volotea dans les années 2010.
Logo de Darwin Airline dans les années 2010.
Logo de Air Corsica dans les années 2010.
Logo d ela compagnie Française Hop ! dans les années 2010.
Logo de Swiss International Air Lines dans les années 2010.
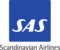
Logo de Scandinavian Airlines System dans les années 2010.
Logo de Jetairfly dans les années 2010.
Logo de la compagnie Allemande Condor dans les années 2020.
Logo de la compagnie Luxair dans les années 2020.
Logo de la compagnie TUI fly dans les années 2020.
Logo de Transavia France dans les années 2020.
Logo de la compagnie EasyJet dans les années 2020.
Logo de la compagnie virtuelle L'Odyssey dans les années 2020.
Logo de la compagnie Flybe dans les années 2020.
Logo de la compagnie ASL Airlines France dans les années 2020.

## Tournages

### Téléfilm
- 2009 : Vol 714 - Au bout de l'enfer de Thomas Jauch - Le début de l'histoire se passe à l'aéroport de Nice, il s'agit en réalité de l'aéroport de Toulon-Hyères.

### Cinéma
- 2012 : Vive La France, film de Michaël Youn, avec José Garcia. L'aéroport de Toulon-Hyères figure l'aéroport de Figari-Sud Corse, quand les héros du film arrivent en Corse.

- 2023 : La chambre des merveilles, film de Lisa Azuelos. Une séquence a été tournée à l'aéroport de Toulon-Hyères, c'est une discussion entre deux femmes dont notamment Alexandra Lamy.